# Stora Kringsjön, Närke
Stora Kringsjön är en sjö i Hallsbergs kommun i Närke och ingår i Motala ströms huvudavrinningsområde. Sjön har en area på 0,338 kvadratkilometer och ligger 88,9 meter över havet.

## Delavrinningsområde
Stora Kringsjön ingår i det delavrinningsområde (653432-148334) som SMHI kallar för Mynnar i Avern. Medelhöjden är 108 meter över havet och ytan är 49,02 kvadratkilometer. Det finns inga avrinningsområden uppströms utan avrinningsområdet är högsta punkten. Bosån som avvattnar avrinningsområdet har biflödesordning 3, vilket innebär att vattnet flödar genom totalt 3 vattendrag innan det når havet efter 69 kilometer. Avrinningsområdet består mestadels av skog (83 procent). Avrinningsområdet har 1,53 kvadratkilometer vattenytor vilket ger det en sjöprocent på 3,1 procent.